# Lommatzsch
Lommatzsch egy német kisváros Szászországban, Meißen körzetében.

## Földrajza
Lommatzsch a Lommatzscher Pflege nevű dombvidék közepén terül el Szászország középső részén. Ez a vidék egy kitűnő löszös talajú mezőgazdasági terület a Keppritzbach és a Ketzerbach patakok völgyei között.

## Városrészek
Albertitz, Altlommatzsch, Altsattel, Arntitz, Barmenitz, Birmenitz, Churschütz, Daubnitz, Dennschütz, Dörschnitz, Grauswitz, Ickowitz, Jessen, Klappendorf, Krepta, Lautzschen, Löbschütz, Lommatzsch, Marschütz, Mögen, Neckanitz, Paltzschen, Petzschwitz, Piskowitz, Pitschütz, Poititz, Prositz, Rauba, Roitzsch, Scheerau, Schwochau, Sieglitz, Striegnitz, Trogen, Wachtnitz, Weitzschenhain, Wuhnitz, Zöthain és Zscheilitz.

## Története
A város nevét az ottlakók a glumaci szóra vezetik vissza, amely a dalemincoktól (régi szláv törzs) származik. Ez a szó jelölte szent forrásukat, a Glomacit (ejtsd: glomacsit).
Lommatzsch nevét először 1286-ban említette oklevél. 1330. augusztus 12-én Frigyes őrgróf a meißeni várgrófnak adományozta a lommatzschi söradót. Így a város megkapta a sörfőzés jogát. 1386-ban még egy polgármester és egy tanács igazgatta a várost, 1412-től a polgármester mellett 9 tanácstag dolgozott. 1504-ben vette kezdetét a még ma is meglévő Wenzel-templom (Wenzelkirche) felépítése. A korábbról származó toronyhoz három gótikus csúcsot és egy hosszhajót építettek. 1539-ben már itt is érvényesült a reformáció, az első evangélikus városi lelkész Ambrosius Naumann lett. 1550-től 1555-ig építették ki a mai méretű tanácsházát. 1591-ben kapta meg a Wenzel-templom első toronyóráját. A pestis Lommatzsch városát sem kímélte, 1607 és 1611 között összesen ezerháromszázötvenen estek áldozatul a járványnak. A következő évekre pedig a harmincéves háború nyomta rá a bélyegét: 1632-ben császári csapatok felégették a várost, majd 1645 körül a svédek is lerombolták a felépített házakat és csűröket.  1722-ben a helybeliek a piacon egy szász mérföldkövet állítottak, ami 1857-ig állt ott. Ma egy másolatot láthatunk ennek a helyén, az eredeti emlékmű maradványai a múzeumban tekinthetőek meg. 1814-ben új orgonát avattak fel a templomban. A német forradalom Lommatzschot is elérte: 1849-ben nyomtatták először a lommatzschi hirdetőújságot (Lommatzscher Anzeiger), 1854-ben építettek egy bírósági épületet, 1857-ben pedig alapítottak egy kézműipari egyesületet. 1859-ben felavatták az iskola főépületét, 1865-ben megalakult az önkéntes tűzoltóság. 1873-ban az egyház és az iskola teljesen szétvált, ezután két polgári iskola működött a városban. 1878-ban tornacsarnokot létesítettek az iskolában. 1877-től Riesába, 1880-tól pedig Nossenbe is megnyitották a vasútvonalakat. A Wilsdruff-Gärtitz keskeny nyomtávú vasúttal 1909-től lehetett Meißenbe, 1911-től pedig Döbelnbe utazni.
A második világháború vége felé a város állandósult frontcseréket élt meg, hol német csapatok, hol a Vörös Hadsereg katonái masíroztak be a városba: 1945. április 25-től 28-ig a várost bevette a Szovjetunió, de április 29-től május 5-ig már ismét német kézen volt. Ezekben a napokban az ott állomásozó SS emberei agyonlőttek 36, civilek által feljelentett kényszermunkást és egy ártatlan tizenhat éves fiút, akit egy írógép ellopásával vádoltak. A berlini csata után egyre több szovjet csapat volt a környéken, így az SS elmenekült Lommatzschból, a Vörös Hadsereg pedig ismét bevonult a városba.

## Címer
Leírás: ezüst háttérben egy kapu nélküli piros csipkézett fal mögött egy piros épület, oromzatán kereszttel és két csipkézett, kék sátortetős, aranyszínű toronygombos oldalbástyával; az épület nyitott arany kapujában magasra húzott csapórács alatt álló fekete oroszlán.
A címer először egy 1461-es oklevél pecsétjén jelent meg. 1623 és 1627 között Wilhelm Dilich grafikus és metszetkészítő egy másik címert is rajzolt a város számára. A ma is érvényes változat 1912-ben keletkezett.

## Emlékhelyek
- Több országból származó, ismeretlen számú kényszermunkás temetője és síremléke a városi templomnál, akiket 1945. április 29-én, egy mészárlás során SS-katonák lőttek agyon.
- Emlékhely Dörschnitz városrész temetőjében 36 ismeretlen koncentrációs táborbeli fogolynak, akiket 1945 áprilisában Dörschnitzben és Klappendorfban gyilkoltak meg. A létesítményt 1947-ben Otto Nuschke politikus jelenlétében adták át.

## Kultúra és látnivalók
Lommatzsch történelmi városközpontját a 15-16. században kialakított földalatti folyosók szövik át. Pinceként használták őket, de védelmet nyújtottak háború vagy tűzvész idején is.
1926 óta a mai napig történnek néha katasztrofális beomlások. Néhány folyosó pontos helyzetét nem ismerik, más részük azonban bejárható, és jó állapotban van.
1995 óta dolgoznak azon, hogy a még megmaradt pincéket modernizálják, újjáalakítsák, így védik a város épületeit a további beomlásoktól. Egyidejűleg a Schaubergkeller (Schauberg-pince) berendezésével megemlékeznek a folyosók középkorban játszott fontosságáról, ami által a város történelmének egy részletét új életre keltik, és megőrzik.
A Schaubergkeller 122,5 m  hosszú, 4–7 m mélyen húzódik a felszín alatt az alja, a belmagassága 1,75 m, és az üreg térfogata 320 m3.
- Wenzel-templom (Wenzelskirche) felépült 1514-ben
- Vásártér az 1555-ben épült városházával

A Wenzel-templomban található a Fünfkinderstein (Öt gyermek köve), amiről a krónika így ír: ”Anno 1688-június 25-én a Meißnische Gasse nevű utcában Samuel Kühnen polgár és szűcs felesége, Mária asszony egyszerre 5 gyermeket – 3 fiút és 2 lányt – hozott a világra egy fél nap alatt.”
„A lommatzschi ötösikrek” az egyik első pontosan dokumentált eset, amely több ikergyermek születését írja le. Egy gyerek rögtön a szülés után meghalt, kettő másik két nap múlva. A negyedik gyerek kb. 6 napig, a legfiatalabb 8 hetes koráig élt. Ez az esemény akkoriban annyira szokatlan volt, hogy III. János György szász választófejedelmet egy levélben tudósították róla.

## Személyiségek

### Díszpolgárok
- Robert Volkmann, zeneszerző
- Carl Menzel
- Gerhard Menzel, vállalkozó
- Mario Girotti, azaz Terence Hill olasz-német színész 1943-tól 1947-ig Lommatzschban élt
- Rudolf Martick több, mint 50 évig Lommatzschban tevékenykedett mint a Robert Volkmann Kórus zongoristája és zeneszerzője

### A város híres szülöttei
- Simon Sten (1540-1619) pedagógus, etnológus, filológus, történész, és irodalomtudós
- Jens Kürbis (szül. 1965) kézilabda-játékos és újságíró

## Fordítás
- Ez a szócikk részben vagy egészben a Lommatzsch című német Wikipédia-szócikk ezen változatának fordításán alapul.  Az eredeti cikk szerkesztőit annak laptörténete sorolja fel. Ez a jelzés csupán a megfogalmazás eredetét és a szerzői jogokat jelzi, nem szolgál a cikkben szereplő információk forrásmegjelöléseként.